# Serhij Biłouszczenko
Serhij Biłouszczenko (ukr. Сергій Білоущенко, ur. 16 września 1981) – ukraiński wioślarz, reprezentant Ukrainy w wioślarskiej czwórce podwójnej podczas Letnich Igrzysk Olimpijskich w Pekinie.

## Osiągnięcia
- Mistrzostwa Świata – Sewilla 2002 – czwórka podwójna – 4. miejsce[2].
- Mistrzostwa Świata – Mediolan 2003 – dwójka podwójna – 21. miejsce[2].
- Igrzyska Olimpijskie – Ateny 2004 – czwórka podwójna – 3. miejsce[2].
- Mistrzostwa Świata – Gifu 2005 – czwórka podwójna – 10. miejsce[2].
- Mistrzostwa Świata – Eton 2006 – czwórka podwójna – 2. miejsce[2].
- Mistrzostwa Świata – Monachium 2007 – czwórka podwójna – 6. miejsce[2].
- Mistrzostwa Europy – Poznań 2007 – czwórka podwójna – 4. miejsce[2].
- Igrzyska Olimpijskie – Pekin 2008 – czwórka podwójna – 8. miejsce[1].
- Mistrzostwa Europy – Ateny 2008 – czwórka podwójna – 3. miejsce[2].
- Mistrzostwa Europy – Montemor-o-Velho 2010 – czwórka podwójna – 3. miejsce[2].